# Дафф-Гордон, Люси
Люси Кристина, леди Дафф-Гордон (англ. Lucy Christiana, Lady Duff-Gordon, в девичестве Сазерленд, Sutherland; 13 июня 1863, Лондон, Британская империя — 20 апреля 1935, там же) — одна из ведущих британских модельеров конца XIX — начала XX века, известная на профессиональной арене как Люсиль. Филиалы её престижного лондонского дома моды были открыты в Париже, Нью-Йорке и Чикаго. В 1901 году Люсиль провела в Лондоне первое театрализованное дефиле — показ мод со сценой и музыкальным сопровождением. 
Более всего она была известна моделями нижнего белья и вечерних платьев. Среди её клиенток были такие звёзды как Мэри Пикфорд, Билли Бёрк, Гэби Дэслис, Джерти Миллар и Лили Элзи. Помимо этого Леди Дафф-Гордон занималась моделированием одежды для многих театральных постановок, таких как оперетта «Весёлая вдова» (1907) и бродвейские шоу «Безумства Зигфелда» (1915—1921). Между 1910 и 1922 годом Люси вела рубрики моды в журналах «Harper’s Bazaar» и «Good Housekeeping».
Люси Дафф-Гордон также была одной из выживших пассажирок «Титаника», затонувшего в 1912 году. Шлюпка № 1, в которой спаслась Гордон с мужем, была рассчитана на 40 человек, но на борт было взято лишь 12. Впоследствии супругам было выдвинуто обвинение в том, что они преждевременно покинули судно, не дождавшись остальных пассажиров, но им удалось его опровергнуть.
В ноябре 1917 года Люси Дафф-Гордон оказалась вовлечённой в знаменитое судебное дело, когда решила разорвать контракт со своим американским агентом, продававшим одежду и аксессуары по договору от её имени, но в итоге исход дела оказался не в её пользу.
В конце 1910-х годов из-за изменений структуры её предприятия корпорация «Lucile, Ltd.» начала постепенно разрушаться, а в 1922 году Люси прекратила разработку одежды. После этого она не сошла с мировой арены моды, оставшись влиятельным обозревателем и критиком.
Люси Дафф-Гордон умерла в 1935 году от рака молочной железы, осложнённого пневмонией, в доме престарелых на юге Лондона в возрасте 71 года.